# Møstings Hus
Møstings Hus er et tidligere landsted på Frederiksberg opført i år 1800, formentlig efter tegninger af C.F. Harsdorff. Den tidligere sommerresidens er i dag en del af Frederiksbergmuseerne. Huset fungerer først og fremmest som et udstillingssted for dansk samtidskunst, men der vises også enkelte udstillinger af retrospektiv karakter. Der præsenteres både kunstnere, der har været en del af kunstscenen i en årrække, og unge, mere uprøvede kunstnere. Udstillingerne dækker et bredt spektrum af udtryksformer fra maleri og tryk over fotografi og video til skulptur og installation.
Huset var sommerbolig for gehejmestatsminister Johan Sigismund Møsting.
Oprindeligt lå den klassicistiske bygning på hjørnet af Smallegade og Falkoner Allé, hvor Rialto teatret ligger i dag, men i 1959 blev huset nedtaget på betingelse af, at det blev genopført et andet sted. Det blev det først i 1977, hvorefter det blev fredet. I dag ligger huset på adressen Andebakkesti 5 i umiddelbar nærhed af den oprindelige beliggenhed i Smallegade. Bygningen blev placeret som pendant til et lignende klassicistiske landsted, der nu er eforbolig til Hassagers Kollegium og 4. Maj Kollegiet på Frederiksberg.